# Ragozinka (krater)
Ragozinka (ros. Рагозинка) – krater uderzeniowy położony na Uralu w obwodzie swierdłowskim w Rosji. Skały krateru nie są widoczne na powierzchni ziemi, ich próbki zostały uzyskane dzięki wierceniom.

## Charakterystyka
Krater ma średnicę 9 kilometrów, powstał on około 46 milionów lat temu, w eocenie. Utworzył go upadek małego ciała niebieskiego na skały osadowe pokrywające podłoże krystaliczne. Miejsce uderzenia w jego czasie było pokryte płytkim morzem.